# Kevin Nash
Kevin Scott Nash (* 9. července 1959 Detroit, Michigan), známý pod přezdívkou Diesel je americký profesionální wrestler a herec. V současné době[kdy?] je zapsaný u WWE v tzv. Programu legend. Na svém kontě má šest světových titulů.